# Григоровка (Каневский район)
Гри́горовка (укр. Григорівка) — село в Каневском районе Черкасской области Украины, расположенное на берегу Каневского водохранилища (ранее — на берегу р. Днепр).
Население по переписи 2001 года составляло 480 человек. Занимает площадь 1,86 км². Почтовый индекс — 19010. Телефонный код — 4736.

## История

### Древнейшие времена
Следы поселений в районе Григоровки прослеживаются со времен неолита (Трипольская, Среднеднепровская культура и т. д.) Древнерусское поселение на этом месте существовало ещё в домонгольские времена (с X века), но несколько южнее современного села, в урочище Ревутово. Хотя оно не было укреплено, но по богатству инвентаря (найдено большое количество изделий из серебра, висячие печатки, кольца, подвески, сотни стеклянных браслетов) оно соперничает с днепровскими городищами и было, видимо, значительным торгово-ремесленным и религиозным центром. С монгольским нашествием оно пришло в запустение.

### XV—XVI века

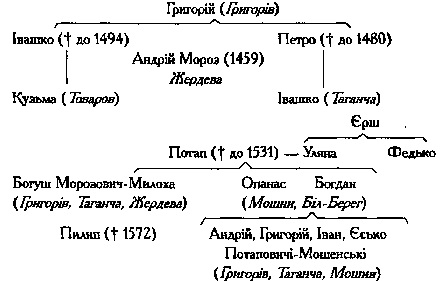
Генеалогия потомков боярина Григория по М.Грушевскому

Название нынешнего села (первоначально — в форме «Григоров», «Григорьев») происходит от имени Григория, боярина киевского князя Олелько Владимировича (1440—1445), который был за заслуги пожалован селом, став его первым известным владельцем. Григорий имел сыновей Ивашку (Иванка) и Петра, а последние, в свою очередь, сыновей Кузьму Ивашковича и Ивашка Петровича. После смерти Петра Григорьевича Ивашка Петрович затеял процесс с дядей о разделе общих имений (в составе Григорова, а также выслуженных уже братьями Григорьевичами Таганчи и Товарова (Межирич)), подав жалобу киевскому воеводе Мартину Гаштольду (1471—1475). Судя по всему, дядя хотел наложить руку на имения, но это ему не удалось: Гаштольд послал двух комиссаров, князя Фёдора Глинского и боярина киевского Ерша, которые произвели раздел наследия: Ивашка получил Товаров, дети Петра — Таганчу, а Григоров разделили пополам; этот раздел был утверждён великим князем Казимиром.
После смерти Ивашки Григорьевича Ивашко Петрович вновь возбудил дело против своего двоюродного брата Кузьмы Ивашковича, однако ничего не добился, и прежний раздел был подтверждён великим князем литовским Александром грамотой, данной в Вильне 24 апреля 1494 г. — из этой грамоты, с подробным изложением истории спора, происходят первые сведения о Григоровке.
Ивашко Петрович оставил свою часть сыну Потапу, который женился на Ульяне, дочери боярина Ерша (бывшего комиссаром при разделе имений). После смерти Потапа (1531) часть имений отошла к его сыну Богдану, а часть — к дочери Милохе, вышедшей за Богуша Морозовича, которого и называет владельцем Григорова люстрация (опись) Каневского замка 1552 года. Эта люстрация описывает Григорево как селище, то есть запустевшее село, в котором есть однако затон и озеро, право промысла в которых (то есть рыбной ловли и бобровых гонов) Богуш Морозович сдал в аренду за 16 грошей в год. Затем имение принадлежало их сыну Пилипу Морозовичу до его смерти бездетным в начале 1572 года, после чего его стрыечные (двоюродные) братья по матери, владевшие имением Мошны — братья «Григорей, Иван а Еско Богдановичи Потаповичи Мошинские» ударили челом королю Сигизмунду II Августу на Таганчу и половину Григорова как на своё родовое имущество и получили их грамотой, данной на сейме в Варшаве 2 апреля того же года.

### XVII век
Григоров относительно недолго оставался в руках Потаповичей-Мошинских, и в 1610-е годы уже фигурирует как владение земского писаря Киевского воеводства (писарь, то есть секретарь, здесь — высокая административная должность) Фёдора Сущанского-Проскуры и его младшего брата Юрия, причем в Григорове отмечена панская усадьба и млын (мельница). Поскольку Ф. Проскура владел также Товаровом-Межиричем, который вообще отмечен во владении Проскур ещё в 1598 году, делается вывод, что Проскуры получили владения Потаповичей-Мошинских через брак с какой-то их наследницей. Однако при этом у Проскуры был конфликт с соседями — монахами Трахтемировского монастыря и поддерживавшими их казаками. Как утверждал Проскура в своей судебной жалобе, начиная примерно с 1614 года монахи нарушают межи и захватывают григоровские лесные и водные угодья, а 4 мая 1618 года, в отсутствие хозяина, они при помощи казаков и трахтемировских мещан организовали полномасштабный наезд на имение и захватили его: «пославши моцно и гвалтом Козаков и Мещан, в Трехтемѣрове мешкаючих, на тую маетность их, село Григорев, оную з мощи владзы скражающогося одняли, и его з спокойного державья къгвалтовне и безправъне выбилы и вытиснулы; двор, млын и инъшое будованъе дворищъное на себе взяли, и до маетности своё Трехтемировское превернули». В конце того же года, в инструкции киевским послам на собиравшийся в Варшаве сейм, содержится особый пункт о назначении комиссаров, которые бы расследовали беззакония трахтемировских казаков и в частности вернули «безправне» захваченные казаками для монастыря шляхетские имения, включая Грегоров. Судя по дальнейшему, Проскуре удалось вернуть себе имение.
В 1643 г. Фёдор Проскура подал иск против киевского шляхтича Ивана Луцкевича за причинение кривд подданным, которые держали с. Григоров. В 1645 г. Проскура записал село полковнику каневскому Юрию Голубу. Полностью Голуб получил право на Григоровку от Фёдора и Юрия Проскур по документу, составленному в Каневе в 1646 г. В 1654 г. село принадлежало к Конончацкой сотне Каневского полка.

### XVIII—XIX века

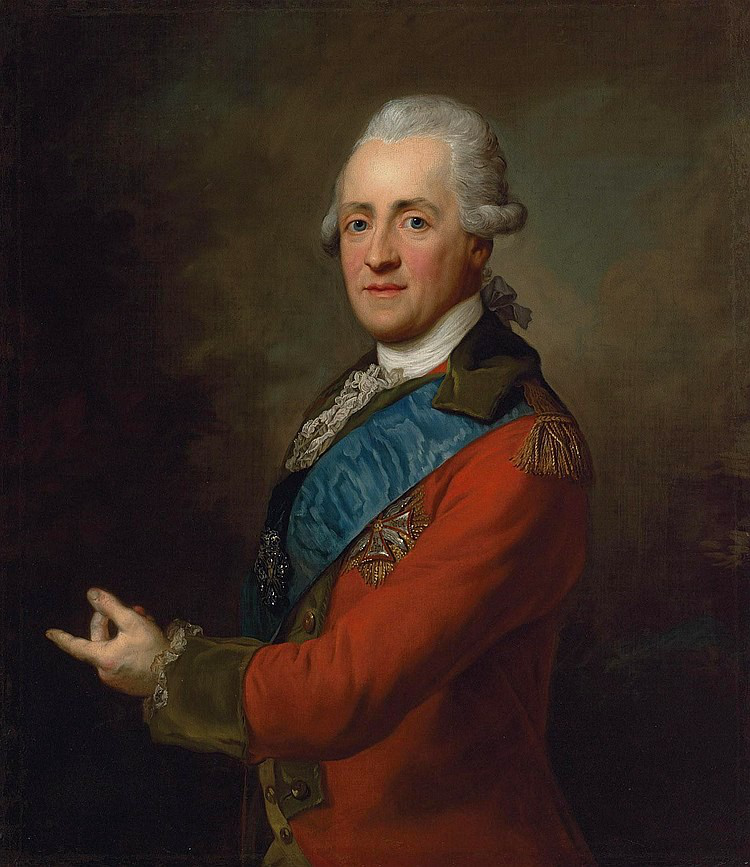
Станислав Понятовский, староста Каневский и Корсуньский

Вновь упоминания Григоровки появляются в люстрациях Каневского старства и церковных архивах Каневского униатского деканата XVIII в.: из последних можно узнать, что в 1720 году там была выстроена деревянная церковь (св. Николая), но, очевидно, на месте старой, так как выстроивший её священник Феодор Стефанович был посвящён ещё в 1719 году. В 1740 году визитатор (ревизор) из епархии угрожал ему лишением бороды и волос за то, что он не имел «инсталляции» митрополита.
Григоровка принадлежала к Каневскому староству, и вместе с ним вошла вместе в состав Российской империи по II разделу Речи Посполитой (1793). К этому моменту, она, как и все окрестные, уже полтора десятка лет принадлежала каневскому старосте Станиславу Понятовскому — племяннику последнего польского короля Станислава-Августа Понятовского. В 1790-х гг. была куплена у Понятовского Иваном Павловичем Гудим-Левковичем, предводителем дворянства Киевского уезда (он же вскоре купил и соседний Трахтемиров). По смерти И. П. Гудим-Левковича спустя несколько лет, принадлежала его сыновьям поручику Петру Ивановичу и полковнику Константину Ивановичу. И. П. Гудим-Левкович или его сыновья построили кирпичный завод; в отличие от прежних владельцев, они жили в селе, разбив усадьбу на обрывистом берегу Днепра ниже села. Часть доли Петра Ивановича была продана Филиппине Белявской, в 1852 г. (очевидно, этой частью) владел Гонорат Козловский, заложивший ее в Киевский Приказ Общественного Призрения. С 1830 г. основная часть села принадлежала капитану Михаилу Петровичу Гудим-Левковичу, унаследовавшему также часть Константина Ивановича. Отношения Михаила с крестьянами складывались плохо: в 1847 году селяне бунтовали против помещика, в 1857 году последний был и вовсе убит своими крестьянами (следствие так и не смогло выяснить обстоятельств и виновников, хотя было очевидным, что были замешаны многие здешние крестьяне; по местной легенде, он был убит ночью в собственной спальне родственником изнасилованной им девушки). После гибели Михаила наследство поделили его сестры: жена подполковника Елизавета Петровна Иснаевич и майорша Мария Петровна Браккер, в части которой отказалась и самая усадьба. В 1866 году была составлена уставная грамота между крестьянами и М. П. Браккер: крестьяне части Браккер (69 дворов со 182 душами мужского пола) выкупали у нее 404 десятины земли за 12.259 рублей 16 копеек сроком в 49 лет, при условии ежегодного взноса 735 р. 55 к. В начале XX века местными землям владел помещик Максимов.
В 1741 году в селе было 60 дворов, в 1792 году уже 88, а жителей 709; к 1864 году жителей было 969. На 1890 год в Григоровке (принадлежавшей тогда к Трактемировской, а ранее Мало-Букринской волости Каневского уезда Киевской губернии) было 208 дворов и 1478 жителей; церковь, школа, 2 постоялых двора, 1 лавка, винокуренный завод.
Деревянная церковь во имя святого Николая в 1776 году была перенесена на новое место («арцивеселое», как хвалит его деканатский визитатор), в 1855 году заново отстроена М. Гудим-Левковичем и уничтожена при Советской власти (в 1930-е гг.); в 2010-е гг. выстроена новая церковь в историческом стиле т. н. «казацкого барокко». К приходу Григоровской церкви принадлежала и соседняя деревня Луковица, основанная в середине XVIII века выходцами из Белоруссии.
В 1866 г. на землях М. П. Браккер был построен, а в 1870 г. расширен каневским 2-й гильдии купцом Шлёмой Иофой (Иофевичем) винокуренный завод. Завод работал сезонно (с ноября по апрель). По данным за 1884 год, на заводе работало 19 человек (из них 3 женщины) и было произведено за сезон спирта на общую сумму чуть менее 70 тысяч рублей. Управлял заводом в тот момент сын владельца Мовша Шлёмович.. Завод впоследствии действовал вплоть до конца XX века.

### Советский период

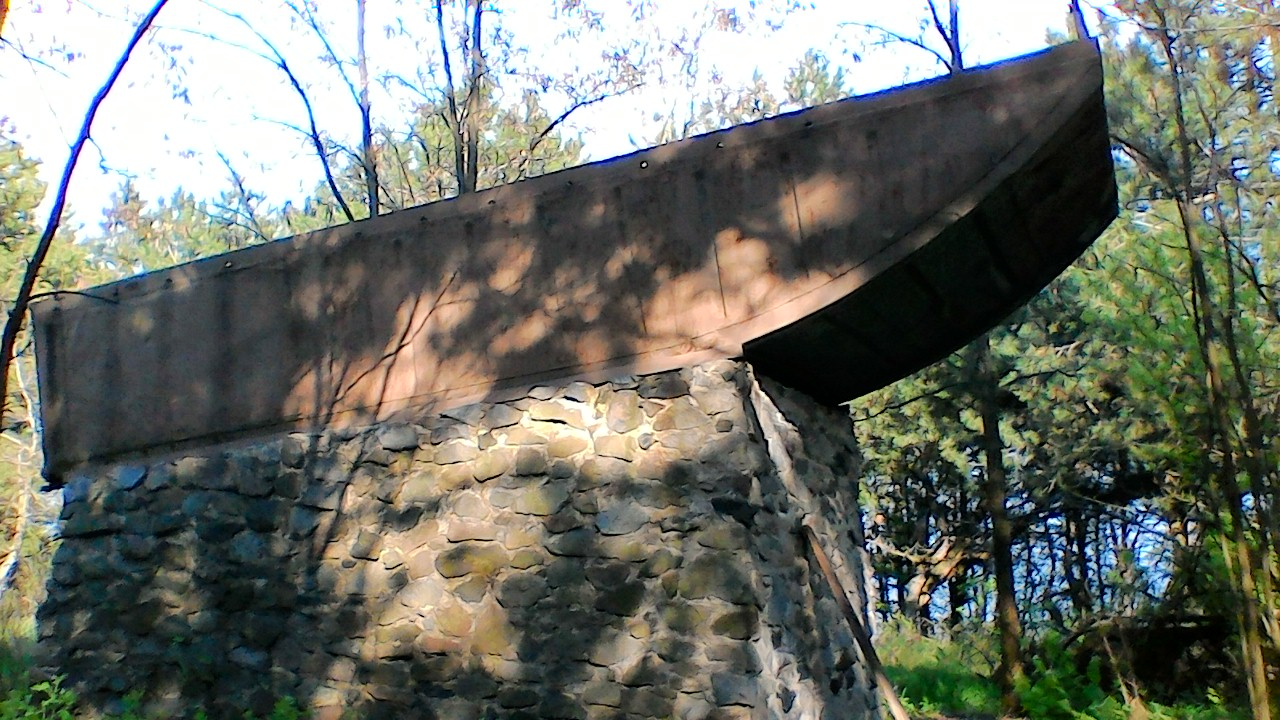
Памятник-понтон близ места переправы у Григоровки

К моменту коллективизации в селе было 14 ветряных и две водяные мельницы. В 1922 г. было создано ТСОЗ «Прометей», объединившее 40 хозяйств.
В результате коллективизации было создано два колхоза: им. Т. Г. Шевченко и им. Ворошилова. Во время Голодомора в селе погибло около 250 человек. На сегодня установлены имена 50 из них. В 1937 году в селе было арестовано 15 человек. Тогда же была разрушена церковь и на её месте начал строиться дом культуры, постройка которого была завершена 21 июня 1941 года.

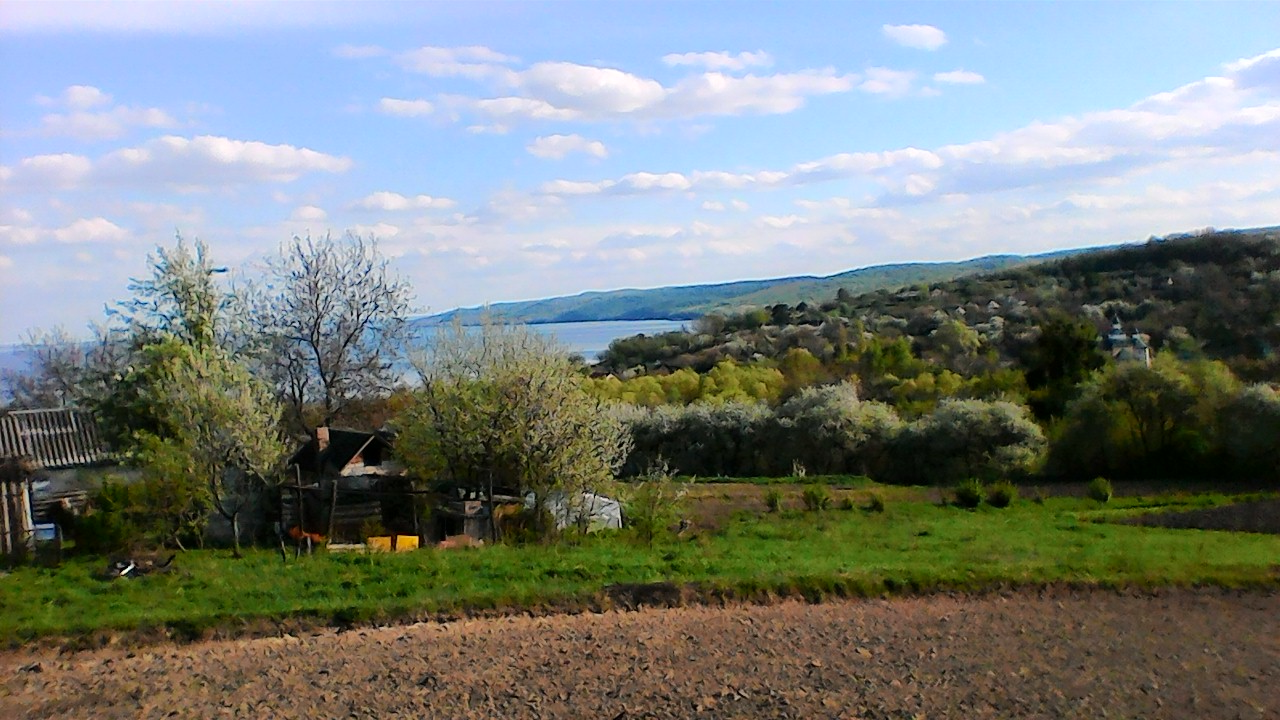
Общий вид села с северной стороны

Во Второй мировой войне участвовало 480 жителей села, из них 394 были награждены орденами и медалями.
В августе 1941 года село было занято немцами. В ночь на 28 августа красноармейцы, незаметно переправившись через Днепр в Зарубинцах, врасплох атаковали стоявшую в селе немецкую часть, при этом, по собранным ранее указаниям местных жителей, точно атаковали те хаты, где квартировали немцы и находился штаб. На следующий день немецкое командование приказало выселить всех жителей на полосе 20 км от берега Днепра. Григоровка была полностью сожжена, не удовлетворившись этим, немцы в качестве репрессии за связи с советской разведкой расстреляли 50 жителей, включая детей. Григоровка оставалась в оккупации до 23 сентября 1943 года, когда в районе Григоровки переправились советские части, и село оказалось в центре ожесточённых боёв за Букринский плацдарм. Ещё накануне на берегу у села высадился взвод пешей разведки 48-го полка 38-й стрелковой дивизии под командованием лейтенанта Зайцева, установивший, что непосредственно на берегу серьёзных немецких сил нет (немецкие укрепления были устроены на возвышенностях в 15—20 км от берега). На следующую ночь переправились основные силы полка во главе с его командиром майором М. Я. Кузьминовым. Рота, высадившаяся первой, продвинулась глубоким оврагом к высоте 244,5, где немцы оборудовали опорный пункт, и неожиданным ударом захватила этот пункт, на котором был устроен НП полка. Опомнившиеся немцы попытались сбросить советский десант в реку, и с этого момента село и его окрестности стали ареной жесточайших многодневных боёв. Первые дни после переправы, когда немцы стянули все возможные силы против небольшого отряда, занимавшего район Григоровки, были критическими. Село постоянно переходило из рук в руки и было полностью уничтожено в ходе боёв. По воспоминаниям жителей, от огня «Катюш» «сади стояли вверх коріннями». Пика ожесточения бои достигли 29 сентября. В ночь на 10 октября у села был наведён тяжёлый понтонный мост для переправки техники. Один из полупонтонов этого поста (типа ТМП) ныне установлен близ села на пьедестале в качестве памятника. Бои стихли только в начале ноября. По окончании боёв жителям пришлось хоронить убитых, которых они насчитали до 3 тысяч. После войны в память о погибших воинах был разбит парк; в братской могиле села похоронены 190 погибших солдат. За бои в районе Григоровки были представлены к званию Героев Советского Союза:
- Бердашвили, Георгий Иванович
- Бикетов, Иван Владимирович
- Богомолов, Константин Иванович
- Бурмистров, Вилен Иванович
- Иванов, Василий Николаевич (1925—1947)
- Иванов, Михаил Фёдорович (1912—1988)
- Хабаров, Александр Григорьевич
- Устинов, Иван Тимофеевич

В начале 1970-х гг. в селе была размещена центральная усадьба совхоза «Григорівський», носившего зерновой и животноводческий характер. Работали пилорама, ремонтно-техническая мастерская, винодельческий цех, 8-летняя школа на 153 учащихся, клуб на 250 мест, две библиотеки с фондом в 15 тысяч книг, фельдшерско-акушерский пункт. В настоящее время село пришло в упадок, закрыта даже школа.

## Местный совет

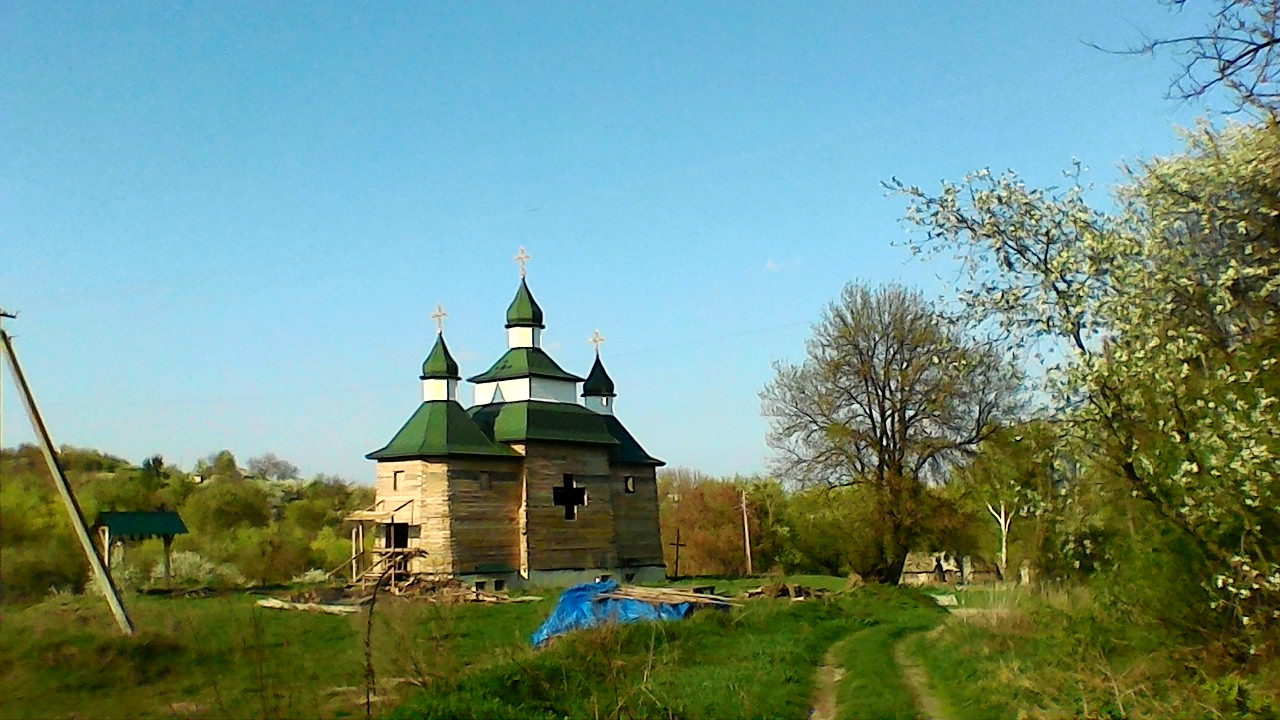
Строящаяся церковь в центре села, 2016

19010, Черкасская обл., Каневский р-н, с. Григоровка
Тел: 0473694736